# 动力系统

洛伦茨吸引子的动态系统

动力系统（英語：dynamical system），是数学中用函数描述环绕空间中某点随时间的变化情况的系统，例如描述钟摆晃动、管道中水的流动，或者湖中每年春季鱼类的数量，凡此等等的数学模型都是动力系统。对时空测量的不同选择中，最一般的定义统一了数学中的数个概念，如常微分方程和遍历理论。时间可用整数、实数或复数甚至更一般的代数对象来度量；空间可以是流形，也可以是集合，无需在其上定义光滑的时空结构。
在动力系统中有所谓「状态」的概念，是一组可确定的实数。这组实数也是一种流形的几何空间坐标。动力系统的演化规则是一组函数的固定规律，描述了当前状态会如何产生未来状态。这种规则是确定的，即对于给定的时间间隔內，从现在的状态只能演化出一个未来的状态。不过也有随机的系统，因为随机事件也会影响状态变量的演化。
若只是在一系列不连续的时间点考察系统的状态，则这个动力系统为离散动力系统；若时间连续，就得到一个连续动力系统。如果系统以一种连续可微的方式依赖于时间，我们就称它为一个光滑动力系统。
物理学中的动力系统被描述为“状态随时间变化，并因此服从涉及时间导数的微分方程的粒子（群）”。要预测系统未来的行为，需要通过计算机模拟实现这些方程式的分析求解或随时间积分。
对动力系统的研究是动力系统理论的重点，其在数学、物理学、生物学、化学、工程学、经济学、历史学和医学等众多领域都有应用。动力系统是混沌理论、逻辑斯谛映射动力学、分岔理论、自组装和自组织过程与混沌边缘概念的基本组成。

## 概览
动力系统的概念源于牛顿力学。与其他自然科学和工程学科一样，动力系统的演化规则是一种蕴含关系，只给出系统在未来很短时间内的状态（这关系可能是微分方程、递推方程或其他时标微积分）。要确定未来所有时刻的状态，就要多次迭代这关系，每次前进一小步。迭代过程称为“求解系统”或“积分系统”。若系统可解，则给定初点，便可能确定未来所有时刻的位置，其集合称作轨迹（trajectory）或轨道（orbit）。
在计算机发明之前，寻找轨道需要复杂的数学技术，且只能针对一小类动力系统。电子计算机上实现的数值方法大大简化了确定轨迹的过程。
对简单动力系统来说，有轨迹就够用了。但大多数动力系统都过于复杂，无法用单个轨迹求解。出现困难的原因主要有：
- 系统只有近似值—系统参数可能不精确，方程中可能缺项。使用的近似值会影响数值解的有效性或相关性。解决方法是引入了稳定性，如李雅普诺夫稳定性或结构稳定性。动力系统的稳定意味着有一类模型或初始条件的轨迹是等效的，比较轨迹确定等价关系的操作随着稳定性概念的不同而变化。
- 轨迹类型可能比特定的某条轨迹更重要。有些轨迹可能是周期性的，另一些可能会经历系统的许多不同状态。在应用中，往往要枚举这些类别或将系统限制在一个类别中。分类所有轨迹有助于对动力系统进行定性研究，即研究在坐标变化时不变的特性。线性动力系统和有两个数字描述状态的系统是动力系统的例子。
- 轨迹作为参数函数的行为可能是应用所需的。随着参数变化，动力系统可能出现分岔点，动力系统的定性行为会在点上发生变化。例如，可能从周期性运动变为明显的不规则行为，如流体向湍流的过渡。
- 系统轨迹可能表现得不稳定，如同随机。这时可能需要很长的轨迹或许多不同轨迹，再计算均值。遍系统的均值十分明确，而对于双曲系统，已有了更详细的理解。对动力系统概率方面的理解有助于建立统计力学和混沌理论的基础。

## 歷史
許多人視法國數學家及物理學家龐加萊為動態系統的創始者。他發行了兩份現在被譽為經典的專著：天體力學的新方法《天體力學的新方法》（New Methods of Celestial Mechanics，1892–1899）、《天體力學講義》（Lectures on Celestial Mechanics，1905–1910）。專著中，他成功將研究結果應用在三體問題，並詳細研究其狀態（頻率，穩定性等）。作品中也包含龐加萊復現定理（Poincaré recurrence theorem），該定理指出某些系統在經過足夠長但有限的時間之後，將返回到非常接近初始狀態的狀態。
俄羅斯數學家李亞普諾夫發展許多重要的近似方法。他在1899年發展出的方法，使得定義常微分方程組的穩定性是可行的。 他也創造了動態系統穩定性的現代理論。
美國數學家伯克霍夫在1913年證明了龐加萊的最終幾何定理（Last Geometric Theorem），一個三體問題的特殊形況。在1927年，他則發行了《動態系統》（Dynamical Systems）。在1931年，伯克霍夫發現了最使他名留青史的結果，現在稱作遍歷定理。
美國數學家斯梅爾也對動態系統作出重大貢獻。他的貢獻馬蹄映射推動了動態系統重要研究，此外他還勾劃出研究計劃，讓很多研究者實行。
烏克蘭數學家亚历山大·沙可夫斯基在1964年給出關於離散動力系統的沙可夫斯基定理，此定理的一個含義是，如果實數軸上的離散動態系統具有週期為3的週期點，那麼它必定具有任意週期的週期點。

## 正式定义
在最一般的意义上，动力系统是多元组(T, X, Φ)，其中T 是幺半群，X是非空集，Φ是函数
{\displaystyle \Phi :U\subseteq (T\times X)\to X}
其中
{\displaystyle \mathrm {proj} _{2}(U)=X}（{\displaystyle \mathrm {proj} _{2}}是第二射影映射）
{\displaystyle \forall x\in X}:
{\displaystyle \Phi (0,x)=x}
{\displaystyle \Phi (t_{2},\Phi (t_{1},x))=\Phi (t_{2}+t_{1},x),}
令{\displaystyle I(x):=\{t\in T:(t,x)\in U\}(\forall x\in X)}，{\displaystyle \,t_{1},\,t_{2}+t_{1}\in I(x)}、{\displaystyle \ t_{2}\in I(\Phi (t_{1},x))}。
特别地，若{\displaystyle U=T\times X}，则{\displaystyle \forall x\in X}：{\displaystyle I(x)=T}，因此Φ定义了T在X上的幺半群作用。
Φ(t,x)是动力系统的演化函数，将集合X中的点x与唯一的像联系起来，取决于变量t，即演化参数。X称作相空间或状态空间，而变量x则代表系统的初始状态。
一般记
{\displaystyle \Phi _{x}(t)\equiv \Phi (t,x)}
{\displaystyle \Phi ^{t}(x)\equiv \Phi (t,x)}
两个变量之一往往取常数。函数
{\displaystyle \Phi _{x}:I(x)\to X}
称为过x的流，其图形称为过x的轨迹。集合
{\displaystyle \gamma _{x}\equiv \{\Phi (t,x):t\in I(x)\}}
称为过x的轨道。
注意，过x的轨道是过x的流的像。
若{\displaystyle \forall x\in S,\ \forall t\in T}：
{\displaystyle \Phi (t,x)\in S.}
则状态空间X的子集S称为Φ-不变量，特别地，若S是Φ-不变量，那么{\displaystyle \forall x\in s,\ I(x)=T}。也就是说，对S中每个元素，过x的流必须在所有时刻都有定义。
更常见的动力系统定义有两类：一种受常微分方程启发，具有几何性质；另一种受遍历理论启发，具有测度论性质。

### 几何定义
几何定义中，动力系统是多元组{\displaystyle \langle {\mathcal {T}},{\mathcal {M}},f\rangle }。{\displaystyle {\mathcal {T}}}是时域——有很多选择，一般是实数或复数，可能限制为非负。{\displaystyle {\mathcal {M}}}的连续情形是流形，即局部为巴拿赫空间或欧氏空间，离散情形是图。f是演化规则t → f t（{\displaystyle t\in {\mathcal {T}}}），使f t是流形到自身的微分同胚。所以，f是时域{\displaystyle {\mathcal {T}}}到流形到自身的微分同胚空间的“光滑”映射。换句话说，对时域{\displaystyle {\mathcal {T}}}内的每一时刻t，f(t)都是微分同胚。

#### 实动力系统
实动力系统、实时动力系统、连续时间动力系统或流是多元组(T, M, Φ)，其中{\displaystyle T\in \mathbb {R} }是开区间，M是局部微分同胚于巴拿赫空间的流形，Φ是连续函数。若Φ还可微，则称系统是可微动力系统。若流形M局部微分同胚于Rn，则称系统有限维；否则称系统无限维。注意，这并不假定存在辛结构。T取实数时，系统称为流；若T还限制为非负，则系统是半流（semi-flow）。

#### 离散动力系统
离散动力系统、离散时间动力系统是多元组(T, M, Φ)，其中M是局部微分同胚于巴拿赫空间的流形，Φ是函数。T取整数时，系统称为级（cascade）或映射（map）；若T还限制为非负，则系统是半级（semi-cascade）。

#### 元胞自动机
元胞自动机是多元组(T, M, Φ)，其中T是格子，如整数或更高维的整格；M是从整格到有限集的函数；Φ是（局部定义的）演化函数。这样，元胞自动机也是动力系统。M中的格子代表“空间”格，T中的格子代表“时间”格。

#### 多维推广
动力系统通常定义在时间这一单一自变量上。更普遍的一类系统定义在多个自变量上，称为多维系统，适用于建模，例如数字图像处理。

#### 动力系统的紧化
给定局部紧豪斯多夫拓扑空间X上的全局动力系统(R, X, Φ)，研究Φ到X的单点紧化X*的连续扩张Φ*通常是有用的。虽然失去了原系统的微分结构，但现在我们可以利用紧性来分析新系统(R, X*, Φ*)。
在紧动力系统中，任何轨道的极限集都是非空单连通紧空间。

### 测度论定义
动力系统可正式定义为一个测度空间的保测变换，即三元组(T, (X, Σ, μ), Φ)。其中T是幺半群（往往是非负整数），X是集合，(X, Σ, μ)是概率空间，即Σ是X上的σ-代数，μ是(X, Σ)上的有限测度。现有映射Φ: X → X，当且仅当{\displaystyle \forall \sigma \in \Sigma }都有{\displaystyle \Phi ^{-1}\sigma \in \Sigma }，称Φ是Σ-可测函数。当且仅当{\displaystyle \forall \sigma \in \Sigma }都有{\displaystyle \mu (\Phi ^{-1}\sigma )=\mu (\sigma )}，称映射Φ保测。综上所述，映射Φ是X 的保测变换，若它是X到自身的Σ-可测、保测变换。三元组(T, (X, Σ, μ), Φ)中的Φ有这样的性质时，形成了动力系统。
映射Φ体现了动力系统随时间的演化。因此，离散动力系统研究了每个整数n的迭代函数{\displaystyle \Phi ^{n}=\Phi \circ \Phi \circ \dots \circ \Phi }；连续动力系统的映射Φ被理解为有限时间演化映射，构造更为复杂。

#### 与几何定义的关系
测度论定义假定存在保测变换。任一演化规则可能都关联于许多不同的不变测度。若动力系统由微分方程给出，则必须确定适当的测度，这使得由微分方程出发发展遍历理论变得困难。因此，在遍历理论中给出以动力系统为动机的定义就变得很方便，这可以避开选择测度，假定测度已选好。简单的构造（有时称为克雷洛夫–博戈柳博夫定理）表明，对一大类系统来说，总可以构造出一类测，使动力系统的演化规则成为保测变换。在构造中，状态空间的给定测度是轨迹所有未来点的总和，从而确保了不变性。
部分系统有自然测度，如哈密顿系统中的刘维尔定理，是在其他不变测度（如哈密顿系统周期轨道支持的测度）的基础上选出的。对于混沌耗散系统，不变测度的选择在技术上更有挑战性：测度需在吸引子上得到支持，但吸引子的勒贝格测度为0，因此不变测度必须是关于勒贝格测度的奇异测度。这意味着，在演化过程中，相空间的小片区域会收缩。
对于双曲动力系统，西奈–吕埃勒–鲍恩测度似乎是自然的选择。它们建立在动力系统稳定流形与不稳定流形的几何结构上；在微扰下具有物理行为；可以解释许多观察到的双曲系统统计量。

## 动力系统的构建
正如前几节所述，“随时间演化”的思想是动力系统理论的核心，因为理论的初始动机来自经典力学系统的时间行为研究。但常微分方程系统在成为动力系统之前要先求解，例如，考虑以下初值问题：
{\displaystyle {\dot {\boldsymbol {x}}}={\boldsymbol {v}}(t,{\boldsymbol {x}})}
{\displaystyle {\boldsymbol {x}}|_{t=0}={\boldsymbol {x}}_{0}}
其中
- {\displaystyle {\dot {\boldsymbol {x}}}}表示材料点x的速度
- M是有限维流形
- v: T × M → TM是Rn或Cn中的向量场，且表示相空间M中作用于给定材料点的已知力引起的速度变化。这种变化不是相空间M，而是切空间TM中的矢量。

方程中不需要高阶导数，也不需要v(t,x)中的参数t，因为它们都可通过考虑更高维的系统来消除。
根据这一向量场的特性，动力系统可称为
- 自治的，有v(t, x) = v(x)
- 同类的，对所有t有v(t, 0) = 0

解可用标准常微分方程技术求得，并表为上述演化函数
{\displaystyle {\boldsymbol {x}}(t)=\Phi (t,{\boldsymbol {x}}_{0})}
则动力系统就是(T, M, Φ)。
对上述微分方程系进行一些形式化处理，可得到动力系统必须满足的更一般的方程形式
{\displaystyle {\dot {\boldsymbol {x}}}-{\boldsymbol {v}}(t,{\boldsymbol {x}})=0\qquad \Leftrightarrow \qquad {\mathfrak {G}}\left(t,\Phi (t,{\boldsymbol {x}}_{0})\right)=0}
其中{\displaystyle {\mathfrak {G}}:{{(T\times M)}^{M}}\to \mathbf {C} }是从演化函数集到复数域的函数。
这个方程在模拟具有复杂约束条件的机械系统时非常好用。
动力系统中的许多概念都可扩展到无限维流形（即局部巴拿赫空间），这时微分方程就是偏微分方程。

## 例子
- 阿诺德猫图
- 贝克尔图是混沌分段线性映射的例子
- 台球动力学
- 弹球模型
- 复二次多项式
- 双摆
- 二值变换
- 厄农映射
- 无理旋转
- 卡普兰–约尔克映射
- 混沌映射列表
- 洛伦茨吸引子
- 若斯叻吸引子
- 摆动阿特伍德机
- 帐篷映射

## 线性动力系统
线性动力系统可用简单的函数求解，也可对所有轨道的行为进行分类。线性系统的相空间是N维欧氏空间，所以相空间中的点都可用由N个数组成的矢量来表示。线性系统的分析之所以可行，是因为它们满足叠加原理：若u(t)、w(t)满足向量场的微分方程（但不一定满足初始条件），那么u(t) + w(t)也将如此。

### 流

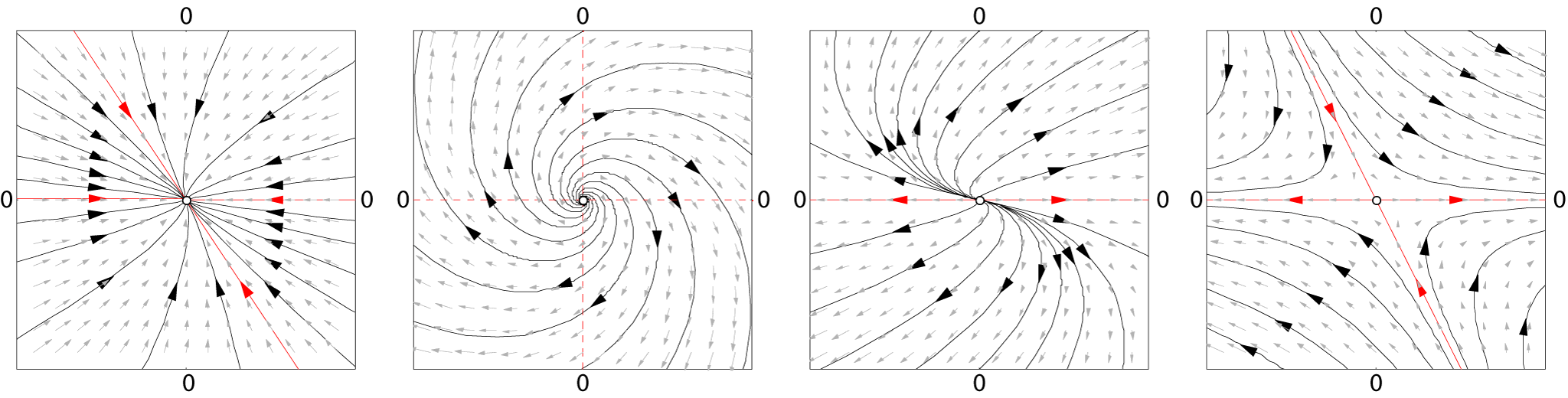
线性向量场和一些轨迹。

对一个流，向量场v(x)是相空间中位置的仿射函数，即
{\displaystyle {\dot {x}}=v(x)=Ax+b,}
其中A是矩阵，b是数字向量，x是位置向量。系统的解可通过叠加原理（线性）找到。
b ≠ 0、A = 0的情形只是沿b方向的直线：
{\displaystyle \Phi ^{t}(x_{1})=x_{1}+bt.}
b=0、A ≠ 0时，原点是流的平衡点（或奇异点），即若x0 = 0，则轨道将保持在附近。
对其他初始条件，运动方程由矩阵指数给出：对于初点x0，
{\displaystyle \Phi ^{t}(x_{0})=e^{tA}x_{0}.}
b = 0时，A的特征值决定了系那个空间的结构。根据A的特征值和特征向量可以确定初点向原点的平衡点的敛散性。
A ≠ 0时，不同初始条件间的距离在大多数时候呈指数变化，或以指数速度收敛到某点，或以指数速度发散。发散时，线性系统表现出对初始条件的依赖。对非线性系统，这是混沌行为的（必要但非充分）条件之一。

### 映射
离散时间仿射动力系统有矩阵差分方程形式：
{\displaystyle x_{n+1}=Ax_{n}+b,}
其中A是矩阵，b是向量。与连续情形一样，坐标系变换x → x + (1 − A) –1b可以去除方程中的b项。新坐标系的原点是映射的定点，解是线性系统A nx0的解。
映射的解不再是曲线，而是在相空间中跳跃的点。轨道由曲线或纤维组成，是在映射作用下映射到自身的点集。
与连续情形一样，A的特征值和特征向量决定了相空间的结构。例如，若u1是A的一个特征向量，且实特征值小于1，则沿α u1(α ∈ R)的点构成的直线就是映射的一条不变曲线，直线上的点都会进入定点。
还有许多其他离散动力系统。

## 局部动力系统
动力系统的定性特性在坐标的平滑变化下不变（有时这就是定性的定义）：向量场的奇异点（v(x) = 0）在光滑变换下仍是奇异点；周期轨道在相空间和相空间的平滑变形中都是环。在奇异点和周期轨道附近，可以很好理解动力系统相空间的结构。动力系统定性研究的方法是证明存在坐标变化（通常未指定，但可计算），使动力系统尽可能简单。

### 整流
相空间大部分小块区域的流可以变得非常简单。若y是使向量场v(y) ≠ 0的点，就可以对y附近的坐标进行变换，使向量场变成一系列相同的平行向量。这就是所谓整流定理。
整流定理表明，远离奇点的小区域中，点的动力特性是直线。小区域可以拼接以扩大，应用于整个相空间M时，称动力系统可积。小区域一般不能扩展到整个相空间，向量场中可能存在奇点（满足v(x) = 0的点）；或当接近某点时，区域会变小。更微妙的原因是全局约束，轨迹始于一个区域，途经其他区域后回到原区域。若下次的轨迹以不同方式环绕相空间，就不可能整流整个区域系中的向量场。

### 近周期轨道
一般来说，周期轨道附近无法应用整流定理。庞加莱提出了一种方法，将周期轨道附近的分析转化为对映射的分析：择轨道γ中一点x0，考虑相空间邻域中垂直于v(x0)的点，它们就是轨道的庞加莱截面S(γ, x0)。现在，流定义了庞加莱映射F : S → S。不是所有点都以相同时间返回，不过时间将接近x0所需时间。
周期轨道和庞加莱截面的交点是庞加莱映射F的定点。由平移，可假设该点位于x = 0处。映射的泰勒级数是F(x) = J · x + O(x2)，因此改变坐标h只能将F简化为线性部分
{\displaystyle h^{-1}\circ F\circ h(x)=J\cdot x.}
即所谓共轭方程。寻找方程成立的条件是动力系统研究的主要任务之一。庞加莱首先假设，所有函数都是解析的，并在过程中发现了非共振条件。若λ1, ..., λν是J的特征值，且其中1个是其他特征值的整值线性组合，那么将是共振的。由于λi – Σ（其他特征值的倍数）形式的项出现在函数h项的分母中，因此非共振条件也被称为小除数问题 （small divisor problem）。

### 共轭结果
共轭方程解的存在性结果取决于J的特征值和h要求的平滑度。由于J不需要任何特殊对称性，其特征值通常是复数。J的特征值不在单位圆上时，F的定点x0附近的动力称为双曲的；特征值在单位圆上时，动力称为椭圆的。
前一种情形下，哈德曼–格罗布曼定理给出了存在连续函数的条件，其将映射的定点邻域映射为线性映射J · x，因此是结构稳定的。向量场的微小变化只会导致庞加莱映射的微小变化，将反映在J的特征值在复平面的微小位置变化上，意味着庞加莱映射仍是双曲的。
KAM理论给出了椭点附近的行为。

## 分岔理论
演化映射Φt（或由其导出的向量场）取决于参数μ时，相空间结构也将取决于该参数。达到特殊值μ0之后，微小变化可能使相空间发生定性变化，称动力系统发生了分岔。
分岔理论考虑相空间中的结构（通常是定点、周期轨道或定环面），研究其作为参数μ的行为。结构的稳定性可能在分岔点发生变化，分裂为新的结构，或与其他结构合并。用泰勒级数近似映射、理解坐标变换可能消除的差异，可以对动力系统的分岔点进行编目。
系统族Fμ 的双曲不动点x0的分岔可用在分岔点计算的系统一阶导数DFμ(x0)的特征值来表征。对映射而言，当单位圆上存在DFμ 的特征值时，就会出现分岔。对流而言，当虚轴上存在更多特征值时，就会出现分岔。详见分岔理论条目。
有些分岔会导致相空间出现非常复杂的结构。例如，Ruelle–Takens情形描述了周期轨道如何分岔为环面，环面如何分岔为奇异吸引子。又如，费根鲍姆倍周期描述了稳定的周期轨道如何经历一系列倍周期分叉。

## 遍历系统
许多动力系统中，可以选择合适系统坐标，使相空间中的体积（实际上是ν维体积）不变。只要坐标是位置和动量，体积以（位置）×（动量）为单位，牛顿定律衍生的机械系统就会出现这种情况。流将子集A的点代入Φ t(A)，则相空间的不变性意味着
{\displaystyle \mathrm {vol} (A)=\mathrm {vol} (\Phi ^{t}(A)).}
在哈密顿力学中，给定坐标就有可能推导出适当的（广义）动量，使相关的体积保留在流中。可以说，体积是通过刘维尔测度计算出来的。
哈密顿系统中，并非所有可能的位置和动量构型都能从初始条件得到。由于能量守恒，只有与初始能量相同的状态才能得到。能量相同的状态形成一个能壳Ω，是相空间的子流形，体积用刘维尔测度计算，在演化过程中不变。
对于流可保积的系统，庞加莱提出了庞加莱复现定理：假定相空间具有有限的刘维尔体积，并令F为相空间的保积映射，A为相空间的子集。那么A的几乎每个点都将无数次返回A。庞加莱复现定理被恩斯特·策梅洛用来反对路德维希·玻尔兹曼对原子碰撞动力系统中熵增的推导。
玻尔兹曼的研究提出的问题之一是时间平均值和空间平均值之间可能存在的等价关系，他称之为遍历假说：典型轨迹在区域A中耗费的时长为vol(A)/vol(Ω)。
结果表明，遍历假说不是统计力学发展多许的基本性质，于是又引入了一系列类遍历的性质，以捕捉物理系统的相关方面。Koopman利用泛函分析研究遍历系统。可观测值a是函数，将相空间的点与数字（如瞬时压力或平均高度）联系起来。利用演化函数φ t可计算另一时刻的观测值，这就引入了转移算子U t：
{\displaystyle (U^{t}a)(x)=a(\Phi ^{-t}(x)).}
研究西那行算子U的谱性质，可对Φ t的遍历性进行分类。用Koopman方法考虑流对可测函数的作用时，涉及Φ t的有限维非线性问题便被映射为涉及U的无限维线形问题。
限制在能壳Ω上的刘维尔测度是平衡统计力学中计算平均值的基础。沿轨迹的时间平均值等同于用玻尔兹曼因子exp(−βH)计算的空间平均值，西奈、吕埃勒和鲍恩（SRB）将这一思想推广到耗散系统等更大一类动力系统。SRB测度取代了玻尔兹曼因子，是在混沌系统的吸引子上定义的。

### 非线性动力系统与混沌
简单非线性动力系统，甚至分段线性系统都可能表现出完全不可预测（虽然根本上是确定的，但可能表现得随机）的行为，这种看似不可预测的行为，称为混沌。双曲系统是一种定义精确的动力系统，具有混沌系统的特性，垂直于轨迹的切空间可很好地分为两部分：一部分的点向轨道靠拢（稳定流行），另一部分则偏离（不稳定流形）。
这一数学分支研究动力系统的长期定性行为，重点不是寻找动力系统方程的精确解（一般找不到），而是回答“系统是否会长期稳定，如果是，有哪些可能的吸引子？”或“系统的长期行为是否取决于初始条件？”等问题。
注意复杂系统的混沌行为也不是问题的关键——气象学涉及复杂甚至混沌行为已有多年。混沌理论之所以如此令人惊讶，是因为在几乎最平凡的系统中也能发现混沌：逻辑斯谛映射只是二次多项式，马蹄映射只是分段线性函数。

### 有限时间解
对于非线性自治常微分方程，某些条件下有可能形成有限时间解，这意味着从其自身动力来看，系统将在某时刻达到零值，并永远保持零值。这种有限持续时间的解不可能是整个实线上的解析函数，由于它们在结束时间是非利普希茨函数，因此不是利普希茨微分方程的唯一解。
例如，方程：
{\displaystyle y'=-{\text{sgn}}(y){\sqrt {|y|}},\,\,y(0)=1}
接受有限时间解：
{\displaystyle y(x)={\frac {1}{4}}\left(1-{\frac {x}{2}}+\left|1-{\frac {x}{2}}\right|\right)^{2}}